# Vera (ime)
Vera je  žensko osebno ime.

## Izvor imena
Vera je ime, ki je nastalo iz izraza véra, latinsko fides, grško πιστιζ (pístis). V latinščini imenu Vera ustreza ime Fides. Lahko pa bi ime Vera nastalo tudi s krajšanjem iz imen Veronika oziroma Verona. Najverjetneje pa smo Slovenci ime Vera - podobno kot še nekatera druga slovanska imena v novejšem času dobili od Rusov.

## Različice imena
Verena, Verica, Veri, Verika, Verislava, Verka, Veronika

## Tujejezikovne oblike imena
- pri Čehih: Věra
- pri Fincih: Veera
- pri Nemcih, Madžarih, Švedih: Vera
- pri Poljakih: Wera
- pri Rusih: Вера
- pri Slovakih: Viera

## Pogostost imena
Po podatkih Statističnega urada Republike Slovenije je bilo na dan 31. decembra 2007 v Sloveniji število ženskih oseb z imenom Vera: 3.236. Med vsemi ženskimi imeni pa je ime Vera po pogostosti uporabe uvrščeno na 81. mesto.

## Osebni praznik
V koledarju je ime Vera zapisano skupaj z Veroniko; god  praznuje 13. januarja (Veronika De Binasco, devica) ali pa 9. julija (Veronika, opatinja, † 9. jul. 1727).